# Jamie Lynch
Jamie Lynch (ur. 21 listopada 1966) – australijski judoka.
Brązowy medalista mistrzostw Oceanii w 2003. Wicemistrz Australii w 2004 roku.